# ファーストヴィレッジ
ファーストヴィレッジ株式会社（英：Firstvillage Co., Ltd.）は、東京都中央区銀座八丁目に本拠を置く、オーナー経営者に特化した経営コンサルタント企業である。また、ファーストヴィレッジ経営者倶楽部を主宰し、ビジネスマッチングや顧客紹介など多岐にわたる営業支援を行なう。

## 概要
代表の 市村洋文 は、「野村證券」で数々の営業新記録を樹立して『伝説の営業マン』（講談社）と呼ばれ、当時最年少の支店長に抜擢されて全国最下位の支店を僅か一年で日本一の支店に生まれ変わらせるなど卓越した手腕を発揮した。その後、「KOBE証券」（現「インヴァスト」）に転じ、代表取締役社長として株式上場に導く。その間に培った経営者人脈を中心に、5万社に及ぶ法人ネットワークを構築すると共に、これまで250社を超える企業のIPOに関与している。
「ファーストヴィレッジ株式会社」は、市村が2007年（平成19年）に設立。自身の実体験を活かし、特に発展途上のオーナー経営者や若手経営者のサポートに主軸を置いて、中堅企業の成長支援や上場準備対策など多岐にわたるコンサルティングを行なうと共に、「ファーストヴィレッジ経営者倶楽部」を主宰して企業同士、あるいは異業種間のビジネスマッチングや顧客紹介など様々な営業支援活動を展開している。業務提携先は500社を超える。
特に、市村が講師を務める軽井沢二泊三日の「特設経営者合宿」は元気印の若手経営者の間で密かなブームとなっている。また、管理職研修や営業力強化研修をはじめ、自衛隊幹部OBによる新入社員・若手社員を対象とした「意識変革と行動改革 社員強化研修」（通称「軍隊式研修」）など、社員教育プログラムについても極めて高い評価を得ている。

## 社名
社名の「ファーストヴィレッジ」が意味するところは、和訳そのままの「最初の村」である。

頑張った人を純粋にほめ讃え、我がことのように喜ぶと同時に自分もそうなろうと言う夢を抱く。讃えられた人は次の目標にチャレンジする意欲をわきたたせる。そんな「称賛の文化」をビジネスの世界で創造することで日本の経済を活気付けたい。

同じ志の人が集まる「村」を創り、その「最初の村」を火種に「称賛の文化」を世界に広げていきたい、という意味が籠められている。

市村洋文の、「いち」「むら」にも懸けている。

## シンボルマーク
シンボルマークは「ファーストヴィレッジ」の「F」と「V」から成る、「勝利のヴィクトリー・カップ」をイメージしている。

デザインは世界的CIデザイナー、現代芸術家の稲吉紘実氏。

## 事業所
- 本社
  - 〒104-0061
  - 東京都中央区銀座 8-5-6　中島商事ビル 7F
  - ℡.　03-6254-5123 (代)
  - Fax. 03-6254-5122
- 東京支店
  - 〒105-0003
  - 東京都港区西新橋 2-19-4　喜助西新橋ビル 4F・5F・7F
  - ℡.　03-5408-5123 (代)
  - Fax. 03-5408-5122
- 札幌支店
  - 〒060-0054
  - 北海道札幌市中央区南4条東2丁目7　サウスフォー1 11F
  - ℡.　011-261-5123 (代)
  - Fax. 011-261-5123
- 拠点
  - 大阪・福岡

## 参考サイト
- ファーストヴィレッジ株式会社 公式サイト（https://firstvillage.co.jp ）
- 市村洋文ブログ『いっちゃんのひとり言』（https://ameblo.jp/firstvillage/ ）
- YouTube『いっちゃんのビタミン剤 経営者の皆様へ』（https://www.youtube.com/playlist?list=PLTST2j4Kr5D3g8cqbwPW4bj3XnVFnc3DB　）
- YouTube番組『年収チャンネル』vol.232（野村證券は激務⁉ 実態を暴露）、2019年6月7日
- YouTube番組『就職・就活の為の内定チャンネル』vol.098（Fラン枠入社からの活躍ストーリー）、2019年7月17日
- YouTube番組『就職・就活の為の内定チャンネル』vol.100（Fラン座談会）、2019年7月19日
- YouTube番組『就職・就活の為の内定チャンネル』vol.103（ファーストヴィレッジ株式会社 現役社員インタビュー）、2019年7月22日